# Витебская улица (Санкт-Петербург)
Ви́тебская улица — улица в Адмиралтейском районе Санкт-Петербурга. Проходит от Дровяного переулка до Лоцманской улицы.

## История названия
20 августа 1739 года присвоено наименование Смольная улица по находившейся здесь смольне. С 1780 года существует название Упразднённая улица, с 1821 года — Хлебная Слободка, с 1821 года — Хлебная улица. Название связано с тем, что проезд вёл к хлебным провиантским магазинам (находились на месте дома 3 по Лоцманской улице).
Современное название Витебская улица получила 14 июля 1859 года по городу Витебску, в ряду других близлежащих улиц, названных по губернским городам запада России. С 1 февраля 1922 года по 4 октября 1991 года носила название улица Войтика, в честь революционера П. М. Войтика, участника подавления Кронштадтского восстания 1921 года.

## История
Улица возникла в первой половине XVIII века.

## Достопримечательности
- Дом № 26-28 — Санкт-Петербургский государственный морской технический университет